# James Roday
James Roday (nacido como James David Rodríguez; San Antonio, Texas, 4 de abril de 1976) es un actor, guionista y director estadounidense. Es conocido por interpretar a Shawn Spencer en la serie de humor Psych, junto a Dulé Hill desde 2006 y hasta 2014, y por interpretar a Billy Prickett en la remake de The Dukes of Hazzard.

## Biografía
Nacido y criado en San Antonio de ascendencia mexicana, comenzó en la actuación estudiando teatro en la Universidad de Nueva York.
Continuó su carrera con muchas participaciones en la televisión y en el cine, cuya primera aparición fue en el largometraje independiente Coming Soon.
Poco después de su debut cinematográfico, Roday se mudó a Los Ángeles y logró un papel en la serie de televisión Ryan Caulfield: Year One, durante la temporada 1999-2000. A pesar del corto tiempo de esta serie, Roday atrajo la atención de la industria y saltó a su segundo papel en una serie de televisión llamada First Years en la primavera de 2001.
Dejando un poco de lado la televisión, Roday volvió a la pantalla grande con papeles en comedias románticas como Repli Kate, haciendo de cámara en Showtime (protagonizada por Robert De Niro y Eddie Murphy), y en Rolling Kansas, a las órdenes de Thomas Hayden Church.
En 2005 protagonizó a Billy Prickett en The Dukes of Hazzard, junto a Seann William Scott, Johnny Knoxville y Jessica Simpson.
En 2006 logró hacer tiempo para escribir con sus dos socios creativos, Todd Haathan y James DeMonaco, y juntos elaboraron el guion del largometraje Driver, basado en el videojuego que tiene el mismo nombre y de la película Skinwalkers.
Pero el 2006 fue uno de los mejores años de Roday ya que aparte de estos dos guiones comenzó a rodar la serie Psych y participó en la película Beerfest a las órdenes de Jay Chandrasekhar.
Estuvo en una relación con la coprotagonista de Psych Maggie Lawson desde 2006 hasta 2014.

## Filmografía

### Cine y televisión
- Gamer (2009) como presentador de las noticias.
- Psych (Serie de Televisión) como Shawn Spencer (2006-2013).
- Fear Itself como Carlos el novio (1 episodio, 2008).
- Beerfest (2006) como el Mensajero Alemán.
- Miss Match como Nick Paine (14 episodios, 2003-2005).
- The Dukes of Hazzard (película) (2005) como Billy Prickett.
- Don't Come Knocking (2005) como el primer AD.
- Rolling Kansas (2003) como Dick Murphy.
- Showtime (2002) como camarógrafo de Showtime.
- Providence como Alexander Conrad (1 episodio, 2002).
- Repli-Kate (2002) como Max.
- First Years (2001) serie de TV como Edgar 'Egg' Ross (cantidad de episodios desconocidos).
- Thank Heaven (2001) como Receptionist.
- Get Real como Trent Sykes (1 episodio, 2000).
- Believe (2000) como Bruce Arm y el agente Johnny.
- Ryan Caulfield: Year One' como Vic (2 episodios, 1999).
- Coming Soon (1999) como Chad.